# Jabari Brown
Jabari Brown (Oakland, California, 18 de diciembre de 1992) es un jugador de baloncesto estadounidense que juega en Rio Grande Valley Vipers de la NBA D-League. Con 1,96 metros de altura, juega en la posición de escolta.

## Trayectoria deportiva

### Universidad
Fuera de la escuela secundaria Brown fue reclutado por un grupo de universidades, pero finalmente decidió firmar con la Universidad de Oregón. Después de jugar solo 51 minutos total en la temporada 2011-12 para Oregón, decidió transferirse a la Universidad de Misuri para jugar con los Tigers. 
En su segunda temporada Brown promedió casi 14 puntos por partido para ayudar Mizzou a un récord de 23-11. 
Brown intensificó su temporada júnior y se convirtió en el líder de su equipo. Promedió 20 puntos por partido y lideró toda la SEC en puntos por partido mientras fue nombrado para el mejor equipo de la SEC. 
Después de la temporada 2014, Brown decidió declararse elegible para el Draft de la NBA de 2014.

#### Estadísticas
| Año     | Equipo   | Min  | %TC  | %TL  | Reb | Ast | Rob | Pts  |
| ------- | -------- | ---- | ---- | ---- | --- | --- | --- | ---- |
| 2011-12 | Oregon   | 25.5 | .273 | .417 | 2.0 | 0.5 | 0.5 | 6.0  |
| 2012-13 | Missouri | 32.7 | .404 | .785 | 3.4 | 1.4 | 0.7 | 13.7 |
| 2013-14 | Missouri | 37.0 | .467 | .797 | 4.4 | 1.9 | 0.6 | 19.9 |

### Profesional
Tras declararse elegible para el Draft de la NBA de 2014, Brown no fue seleccionado. Fue invitado para disputar la NBA Summer League 2014 con los Houston Rockets.
[actualizar]

## Estadísticas de su carrera en la NBA

### Temporada regular
| Año     | Equipo      | PJ | PT | MPP  | %TC  | %3P  | %TL  | RPP | APP | ROB | TPP | PPP  |
| ------- | ----------- | -- | -- | ---- | ---- | ---- | ---- | --- | --- | --- | --- | ---- |
| 2014-15 | L.A. Lakers | 19 | 5  | 29.9 | .412 | .371 | .753 | 1.9 | 1.1 | .6  | .1  | 11.9 |
| Total   | Total       | 19 | 5  | 29.9 | .412 | .371 | .753 | 1.9 | 1.1 | .6  | .1  | 11.9 |